# Sarah Wiener
Sarah Wiener (Halle, 27 agosto 1962) è una politica e imprenditrice tedesca-austriaca, famosa chef televisiva, autrice. Alle elezioni del 2019 al Parlamento europeo, è stata eletta per i Verdi austriaci.

## Biografia
Figlia dello scrittore Oswald Wiener e dell'artista Lore Heuermann. È nata in Germania e ha la cittadinanza austriaca. Dopo che i suoi genitori hanno divorziato, ha vissuto con sua madre ed è cresciuta a Vienna. È stata educata in un collegio per ragazze, che ha abbandonato quando aveva 16 anni. Ha viaggiato in autostop in Europa e ha lavorato in diversi luoghi. In seguito si stabilì a Berlino, svolse taekwondo (divenne il campione di Berlino in questa disciplina) e lavorò anche nel ristorante di suo padre Exil. Ha fondato la Sarah Wieners Tracking Catering company, offrendo servizi di catering. Ha sviluppato le sue attività gestendo vari ristoranti.
Divenne anche una popolare personalità televisiva, apparendo in vari programmi culinari nei media di lingua tedesca (tra cui Die gastronomischen Abenteuer der Sarah Wiener, Sarah und die Küchenkinder, Sarah Wieners erste Wahl). Ha fondato e guidato la fondazione Sarah Wiener Stiftung, che si occupa di dare forma alla consapevolezza nutrizionale dei bambini. Autore di numerose pubblicazioni su temi culinari. È definita come una delle persone più popolari nel settore della gastronomia nei paesi di lingua tedesca, in particolare promuovendo cambiamenti salutari nelle abitudini alimentari.

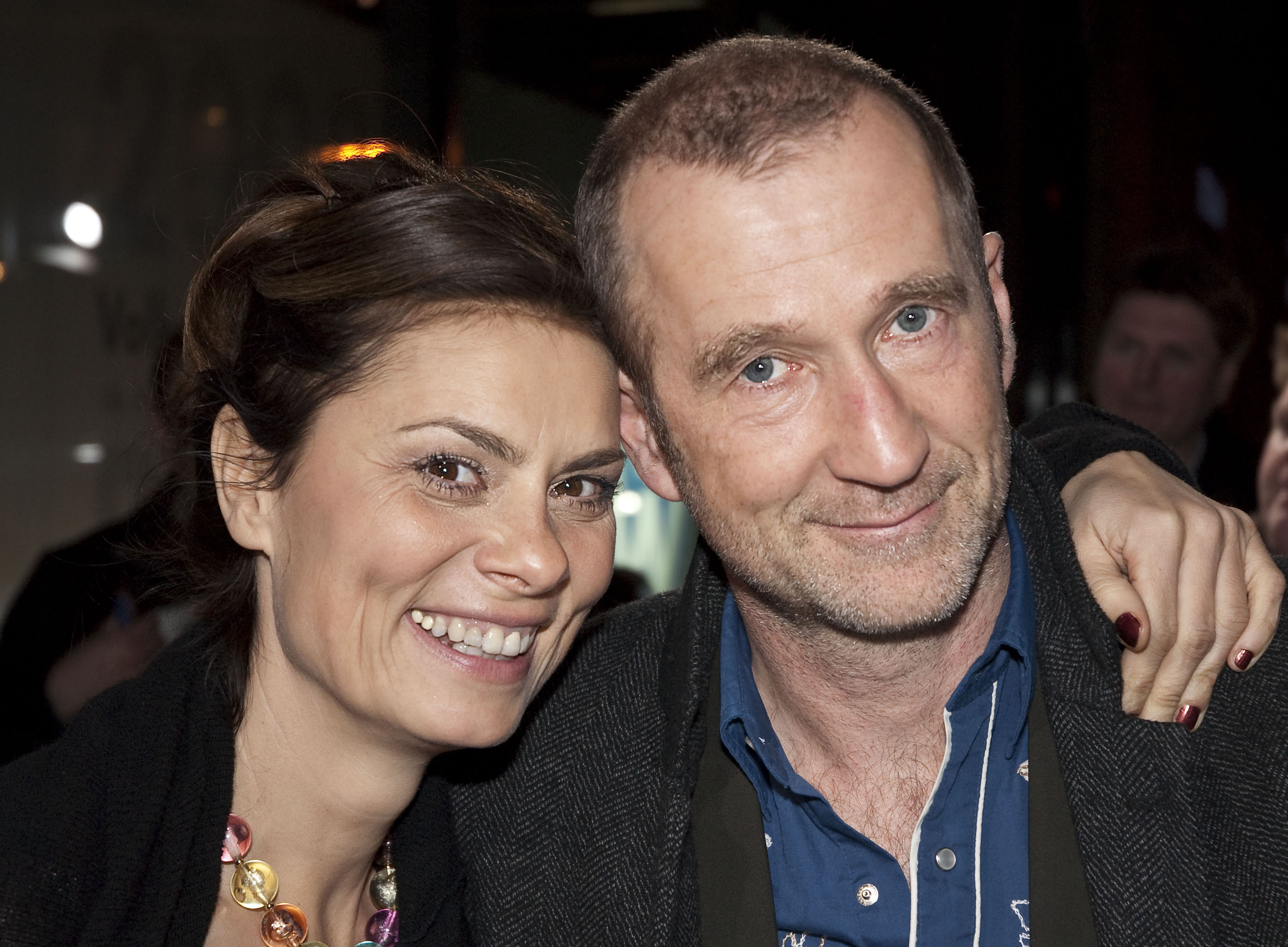
Wiener con Peter Lohmeyer (2008)

Nel 2019 ha accettato la proposta dei Verdi austriaci di unirsi al Parlamento europeo. A seguito del voto del maggio dello stesso anno, ha ottenuto il mandato del membro del Parlamento europeo per la IX legislatura.
Durante la pandemia di Covid-19 in Germania, il 20 luglio 2020 Wiener ha dovuto dichiarare l'insolvenza dei suoi due ristoranti di Berlino e dell'attività di catering.

## Vita privata
È stata sposata con l'attore tedesco Peter Lohmeyer dal 2008 al luglio 2014.  Vive ad Amburgo.